# Jan Baptista van Helmont

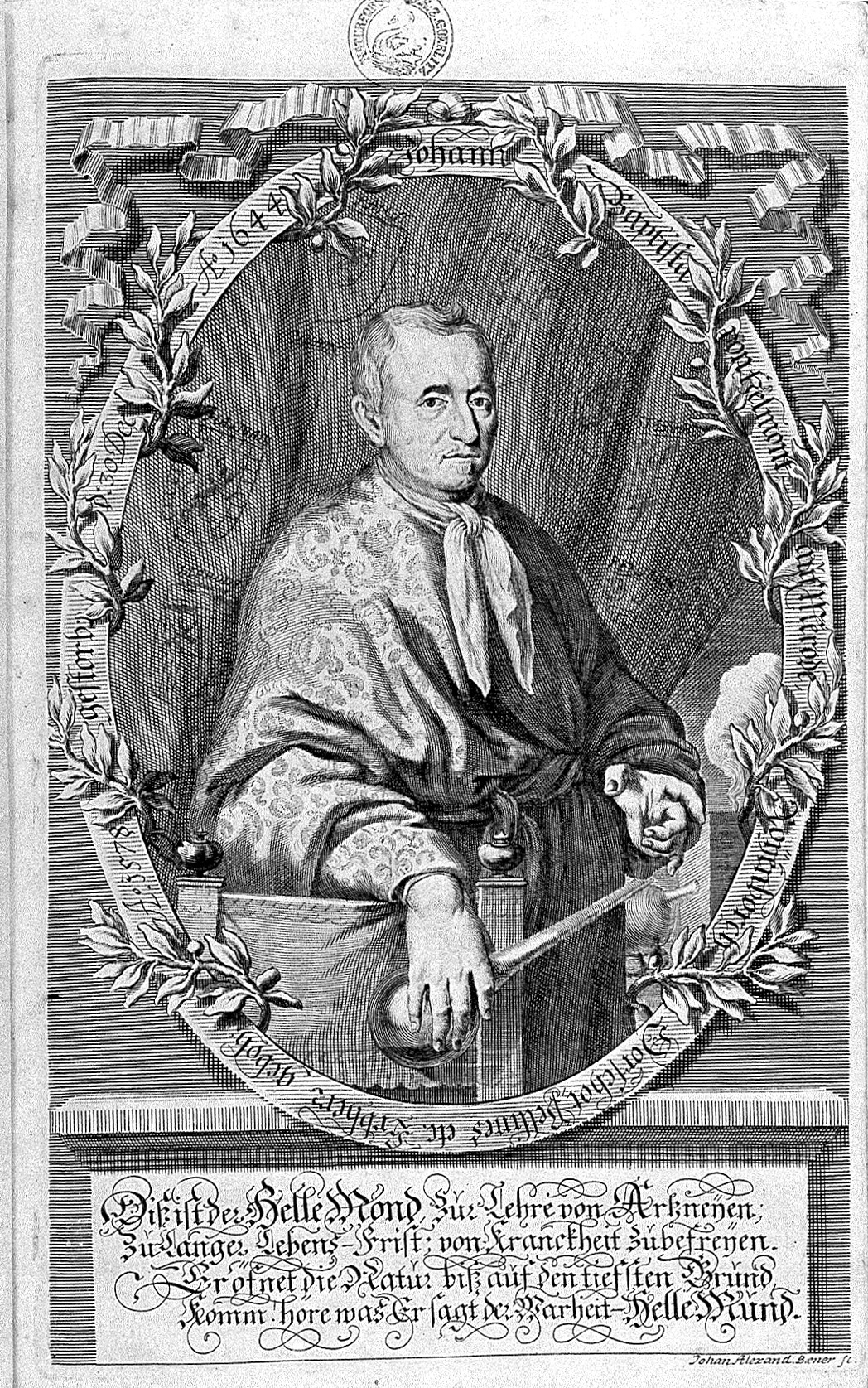
Jan Baptista van Helmont

Jan Baptista van Helmont (n. 12 ianuarie 1580 - d. 30 decembrie 1644) a fost un alchimist, chimist, medic și fiziolog din Țările de Jos de sud. Alte forme ale numelui: Johannes Baptista van Helmont, Jean-Baptiste van Helmont și Joan Baptista van Helmont. Pe lângă valoroase contribuții în domeniile mai sus menționate, i se atribuie introducerea cuvântului gaz, ca denumire pentru una din stările de agregare.

## Biografie
S-a născut la Bruxelles într-o familie aristocrată. A studiat teologia, filozofia și medicina la seminarul iezuit din Louvain, iar în 1599 devine profesor. În următorii ani călătorește prin Elveția, Italia, Franța și Anglia pentru a studia mai amănunțit medicina.
În 1605 se reîntoarce și, în perioada marii epidemii de pestă, activează ca medic în Amsterdam.
În anul următor se stabilește la moșia natală, Vilvoorde ca medic. Aici va petrece tot restul vieții, ocupându-se și cu celebrele sale experiențe și cercetări în domeniul chimiei și medicinei.
În 1609 se căsătorește cu Margarite van Ranst.

## Contribuții
În sfera preocupărilor sale, în afară de chimie, alchimie, medicină, au intrat multe alte domenii ca: fizică, farmacologie, botanică, teologie, metafizică, cosmologie, meteorologie, astrologie, magie.

### Medicină
În ceea ce privește digestia, van Helmont observă că transformarea alimentelor are loc nu datorită căldurii, ci prezenței unor substanțe chimice, "fermenți", prefigurând astfel conceptul modern referitor la enzime.

### Chimie și alchimie
Van Helmont era tributar ideilor alchimice ale epocii. De pildă, susținea că este posibilă transmutația în aur a mercurului, precum și obținerea pietrei filozofale. Cu toate acestea, devenit adept al metodei experimentale, începe să combată mai multe concepții și idei eronate ale înaintașilor.
Din cele patru elemente considerate ca primordiale, apă, aer, pământ, foc, exclude ultimele două.
Van Helmont combate teoria generației spontane, conform căreia viața ar fi apărut în mod spontan din materie anorganică, teorie susținută de Aristotel și continuatorii săi.